# ملعب لورو بوريتشي
ملعب لورو بوريتشي (بالألبانية: Loro Boriçi Stadiumi) هو ملعب متعدد الاستخدام في شكودر، ألبانيا. يتم استخدامه بأغلب الأوقات لمباريات كرة القدم وهو الملعب الرئيسي لنادي فلازنيا شكودر. يتسيعب الملعب حوالي 19,600 متفرج وقد أعيد بناؤه في عام 2001. سمى بهذا الاسم تيمناً باللاعب الشهير لورو بوريتشي الذي كان يلعب في العقدين الرابع والخامس من القرن 19. يعتبر ثاني أكبر ملعب في ألبانيا خلب ملعب كمال صتافا الذي يسع 19,600 مقعد.